# Провинција Цушима
Цушима (јап. 対馬国) је једна од 66 историјских провинција Јапана, која је постојала од почетка 8. века (закон Таихо из 703. године) до Мејџи реформи у другој половини 19. века. Цушима се налазила на истоименом острву у Корејском мореузу.
Царским декретом од 29. августа 1871. све постојеће провинције замењене су префектурама. Територија Цушиме припада данашњој префектури Нагасаки.

## Географија
Цушима је острво у Корејским вратима, између острва Кјушу на југу и Корејског полуострва на северу.